# Distretto di Hancavičy
Il distretto di Hancavičy (in bielorusso Ганцавіцкі раён?) è un distretto (rajon) della Bielorussia appartenente alla regione di Brėst con 31 170 abitanti al censimento del 2009